# Ochrotomys nuttalli
Il topo dorato (Ochrotomys nuttalli Harlan, 1832) è un roditore della famiglia dei Cricetidi, unica specie del genere Ochrotomys (Osgood, 1909), diffuso negli Stati Uniti d'America.

## Descrizione

### Dimensioni
Roditore di piccole dimensioni, con la lunghezza della testa e del corpo tra 66 e 89 mm, la lunghezza della coda tra 67 e 85 mm, la lunghezza del piede tra 17 e 19 mm, la lunghezza delle orecchie tra 15 e 16 mm e un peso fino a 27 g.

### Caratteristiche craniche e dentarie
Il cranio presenta le arcate zigomatiche sottili e parallele che gli donano un aspetto rettangolare visto dall'alto, una scatola cranica rigonfia, le ossa nasali corte e compresse posteriormente e i fori palatali lunghi e larghi. I molari hanno la corona bassa, la superficie occlusiva dei primi molari è formata da cinque lobi disposti alternativamente mentre i secondi ne hanno quattro.
Sono caratterizzati dalla seguente formula dentaria:

### Aspetto
La pelliccia è estremamente densa e soffice. Il colore delle parti dorsali varia dal dorato al fulvastro, mentre le parti ventrali e le zampe sono bianche o color crema. Le piante dei piedi sono provviste di sei tubercoli più uno rudimentale adiacente a quello posto alla base del quinto dito. I giovani sono più grigiastri. Le orecchie sono grandi, rotonde e dorate. La coda è più corta della testa e del corpo, è cosparsa di pochi peli, è scura sopra e chiara sotto e presenta l'estremità prensile. Le femmine hanno un paio di mammelle pettorali e un paio inguinali.

## Biologia

### Comportamento
È una specie arboricola e notturna. Costruisce nidi sferici, fatti di foglie spezzettate e fibre talvolta combinate con peli animali, piume di uccello e pezzi di corteccia, con una piccola entrata su di un lato. Ogni individuo costruisce più nidi all'interno del suo territorio e può condividerlo con altri consimili, fino ad un numero di otto.

### Alimentazione
Si nutre di semi, bacche, nocciole, frutta, foglie e talvolta di insetti.

### Riproduzione
Si riproduce durante tutto l'anno con picchi in primavera ed autunno. Danno alla luce 1-4 piccoli alla volta più volte l'anno dopo una gestazione di 25-30 giorni. Le nidiate nate in autunno tendono ad essere più grandi rispetto a quelle nate in primavera. Alla nascita sono privi di pelo, rosati e indifesi. La peluria appare al quinto giorno e gli occhi si aprono al tredicesimo giorno. Vengono svezzati dopo quattro settimane di vita. Raggiungono la maturità sessuale dopo due mesi di età. L'aspettativa di vita in natura non supera i due anni e mezzo mentre in cattività raggiungono i 5-6 anni.

## Distribuzione e habitat
Questa specie è diffusa nella parte sud-orientale degli Stati Uniti d'America.
Vive nelle foreste pianeggianti e nelle pinete con forte presenza di piante rampicanti e denso sottobosco.

## Tassonomia
Sono state riconosciute 5 sottospecie:
- O.n.nuttalli: Virginia sud-orientale, Carolina del Nord, Carolina del Sud, Georgia, Alabama centrale e meridionale, Florida occidentale;
- O.n.aureolus (Audubon & Bachman, 1841): Virginia occidentale, Virginia Occidentale, Kentucky, Tennessee, Carolina del Nord occidentale, Alabama settentrionale, Georgia nord-occidentale;
- O.n.flammeus (Goldman, 1941): Oklahoma orientale, Missouri sud-occidentale, Arkansas;
- O.n.floridanus (Packard, 1969): Florida;
- O.n.lisae (Packard, 1969): Missouri meridionale, Illinois sud-occidentale, Tennessee occidentale, Mississippi, Arkansas orientale e meridionale, Louisiana, Texas orientale.

## Conservazione
La IUCN Red List, considerato che è ampiamente diffuso, relativamente comune, presente in diverse aree protette e non è in atto nessuna grave minaccia, classifica O.nuttalli come specie a rischio minimo (Least Concern).